# Bobonaro (gemeente)
Bobonaro (in het Tetun Bobonaru) is een gemeente van Oost-Timor. Het is genoemd naar de voormalige gelijknamige hoofdstad Bobonaro, dat voorheen Vila Armindo Monteiro heette. In het gemeente leven 82.385 inwoners (2004). De hoofdstad is Maliana. Bobonaro ligt in het noordwesten van het land en grenst in het noorden aan de Sawu-zee. Ten westen ligt de Indonesische provincie Oost-Nusa Tenggara.
Naast de officiële talen Tetun en Portugees spreekt een groot deel van de bevolking ook Bunaq en Kemak. Bobonaro was vroeger een toeristische trekpleister vanwege de bergen en hete bronnen. Het gemeente heeft veel te lijden gehad van de onafhankelijkheidsstrijd. Men schat dat milities de stad Balibo voor 70% hebben verwoest vlak voor het referendum waarin werd gekozen voor onafhankelijkheid. In 1975 werden in Balibo vijf journalisten (de Balibo Five) door Indonesische troepen tijdens een inval in het toenmalige Portugees Timor gedood.